# Dyker Heights (Brooklyn)

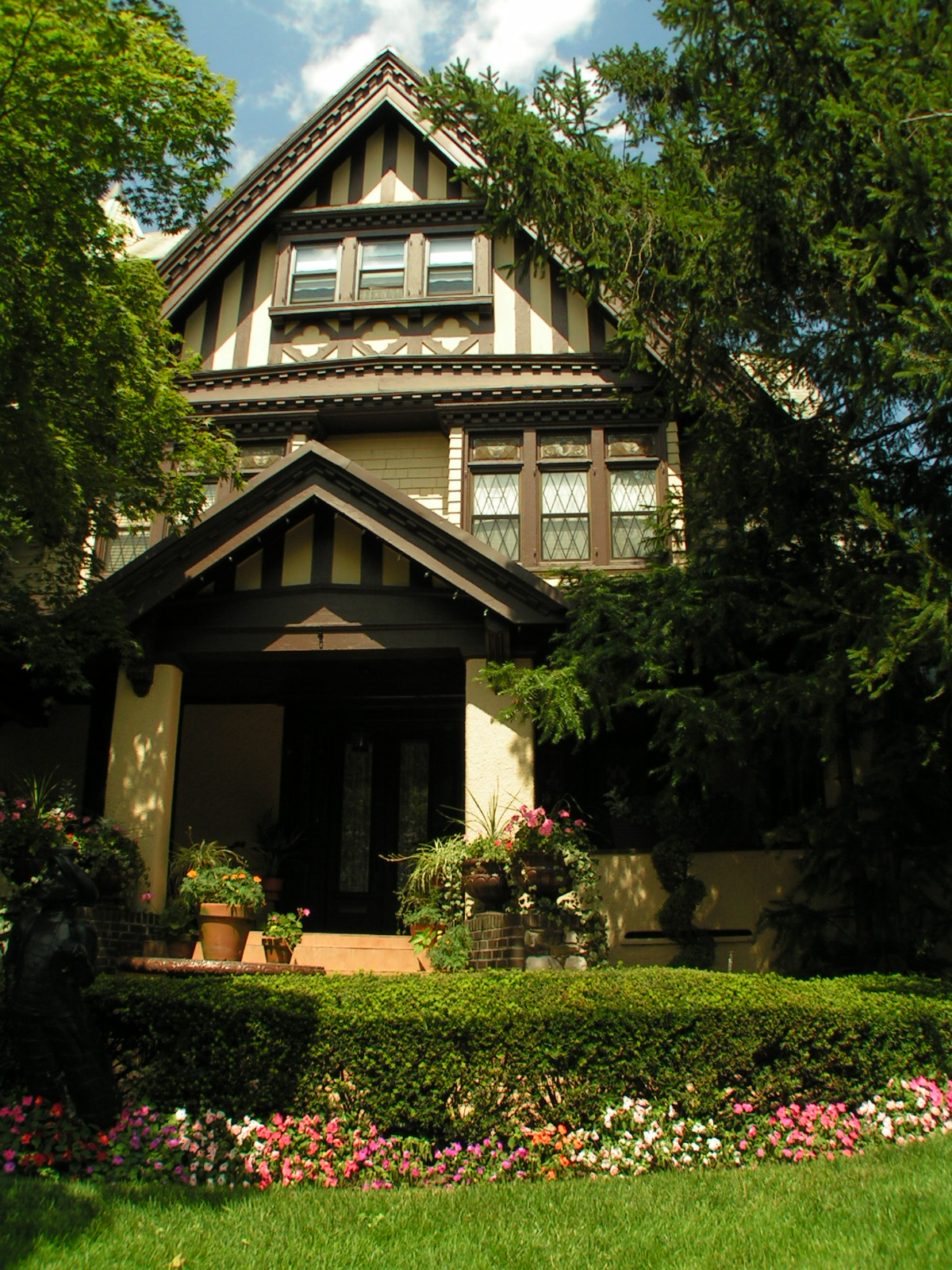
„Saitta House“, ein typisches Wohngebäude in Dyker Heights.

Dyker Heights ist ein Stadtteil (Neighborhood) im Stadtbezirk Brooklyn (Kings County) in New York City, USA. Der Stadtteil ist zur Weihnachtszeit für seine aufwändigen und einfallsreichen Weihnachtsdekorationen in den Vorgärten von vielen Straßenzügen bekannt („Dyker Heights Christmas Lights“). Das Viertel wird überwiegend von Weißen und Menschen mit asiatischer Abstammung bewohnt.
Im Jahr 2020 lebten hier laut US Census 39.977 Menschen auf rund 3,25 Quadratkilometern. Dyker Heights ist Teil des Brooklyn Community District 10 und gehört zum 68. Bezirk des New Yorker Polizeidepartements. Kommunalpolitisch wird es vom 43. Bezirk des New York City Council (Stadtrat) vertreten.

## Lage
Dyker Heights liegt im Südwesten des Stadtbezirks Brooklyn nahe an der Lower New York Bay. Benachbarte Stadtteile sind Sunset Park und Borough Park im Norden, Bensonhurst im Osten, Bath Beach und die US-Army-Liegenschaft Fort Hamilton im Süden sowie Bay Ridge im Westen. Den Süden von Dyker Heights nehmen der „Dyker Beach Park“ und die „Ben Vitale Ballfields“ ein. Als begrenzende Straßen werden meist im Norden die 65th Street, im Osten die 14th Avenue, im Süden der Belt Parkway und im Westen die 7th Avenue und Dyker Place genannt.

## Beschreibung

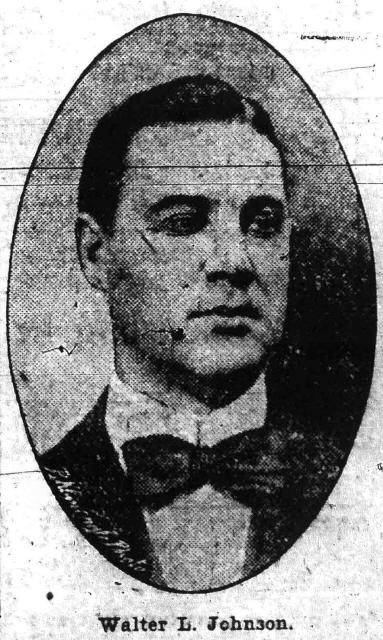
Gründer Walter Loveridge Johnson

Vor der Ankunft der Europäer im 17. Jahrhundert war das auf einem Hügel liegende Gebiet des heutigen Dyker Heights von den Carnasee besiedelt. Es lag später ab 1652 innerhalb der Grenzen der damaligen niederländischen Stadt New Utrecht und bestand hauptsächlich aus Wald. Auf dem höchsten natürlichen Punkt des Hügels erbaute der US-Brigadegeneral René Edward De Russy Ende der 1820er Jahre das erste Haus. Sein Anwesen wurde 1888 an Jane Elisabeth Loveridge und Immobilienmakler Frederick Henry Johnson verkauft, der hier die Errichtung eines gehobenen Wohnviertels plante. Nach seinem frühen Tod 1893 übernahm sein Sohn Walter Loveridge Johnson das Immobiliengeschäft.
Dyker Heights wurde schließlich 1895 von Walter Loveridge Johnson als luxuriöse Vorstadtsiedlung gegründet und es entwickelte sich wegen seiner guten Lage recht schnell. Das überwiegend aus Ein- und Zweifamilienhäusern bestehende Wohnviertel behielt seinen Status als wohlhabende Gegend bis in die Gegenwart bei. Der Kern des heutigen Stadtteils befindet sich hauptsächlich zwischen der 10th und 13th Avenue sowie der 79th und 86th Street, in dessen Zentrum der Hügel seine maximale Höhe von 34 m erreicht. Der Teil südlich der 86th Street umfasst den Dyker Beach Park und einen 18-Loch-Golfplatz. Der exklusive und wohlhabende Mittelteil liegt zwischen dem Bay Ridge Parkway und der 86th Street. Der nördliche Teil bis zur 65th Street ist enger mit den umliegenden Gebieten benachbarter Stadtteile integriert. Die 1928 gegründete Bürgervereinigung „Dyker Heights Civic Association“ vertritt die Interessen der Bewohner.
Zunächst von Weißen mit überwiegend italienischer Abstammung bewohnt nahm ab 2000 der Zuzug von Bewohnern mit asiatischer Abstammung stark zu und stellen mittlerweile den größten Einwohneranteil. Der Dyker Heights Boulevard ist das Geschäftsviertel und Zentrum der Nachbarschaft. Zahlreiche Gebäude, darunter das „Saitta House“, sind im National Register of Historic Places als Denkmal gelistet.

## Dyker Heights Christmas Lights

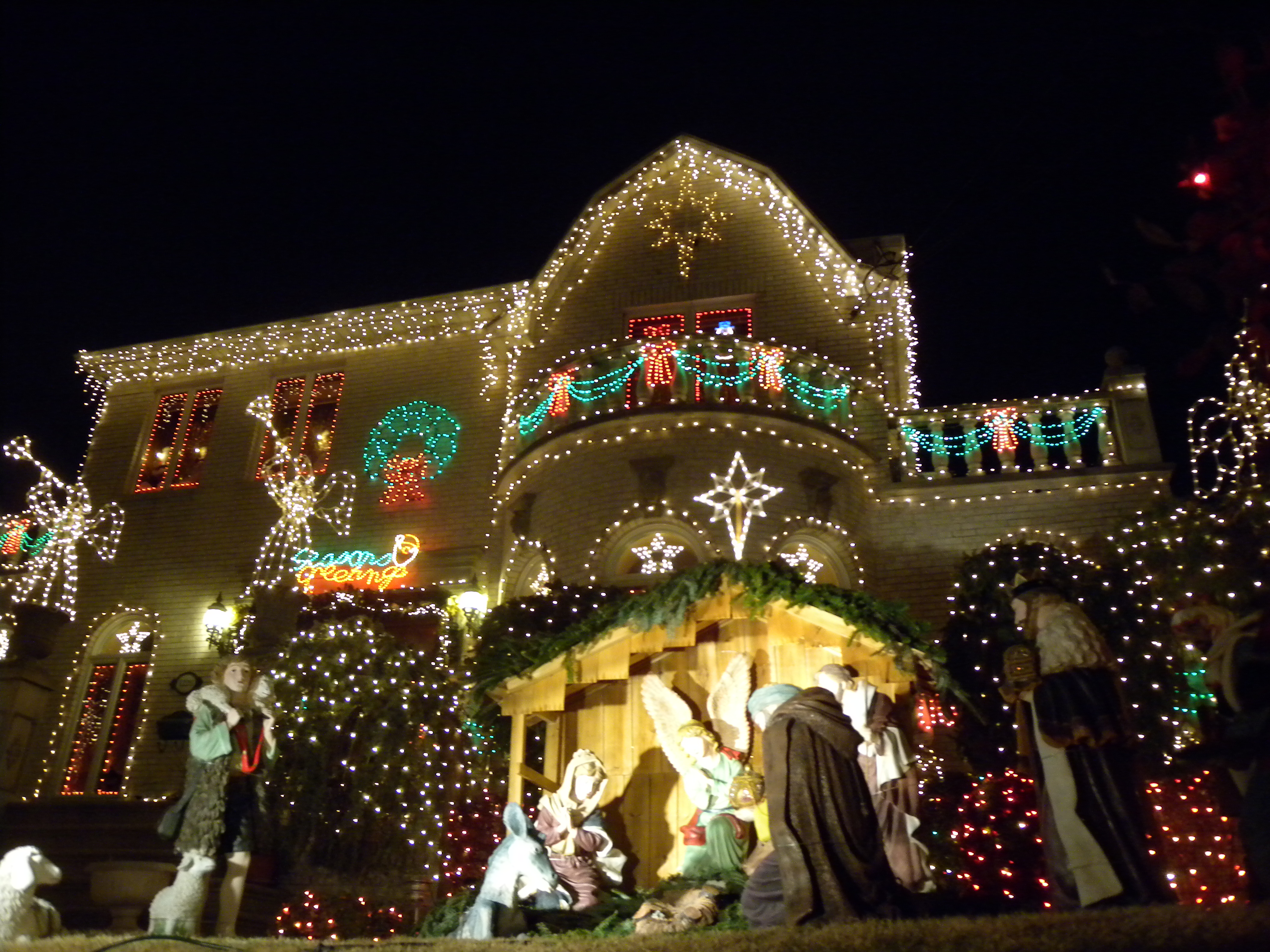
Weihnachtlich geschmücktes Haus in Dyker Heights

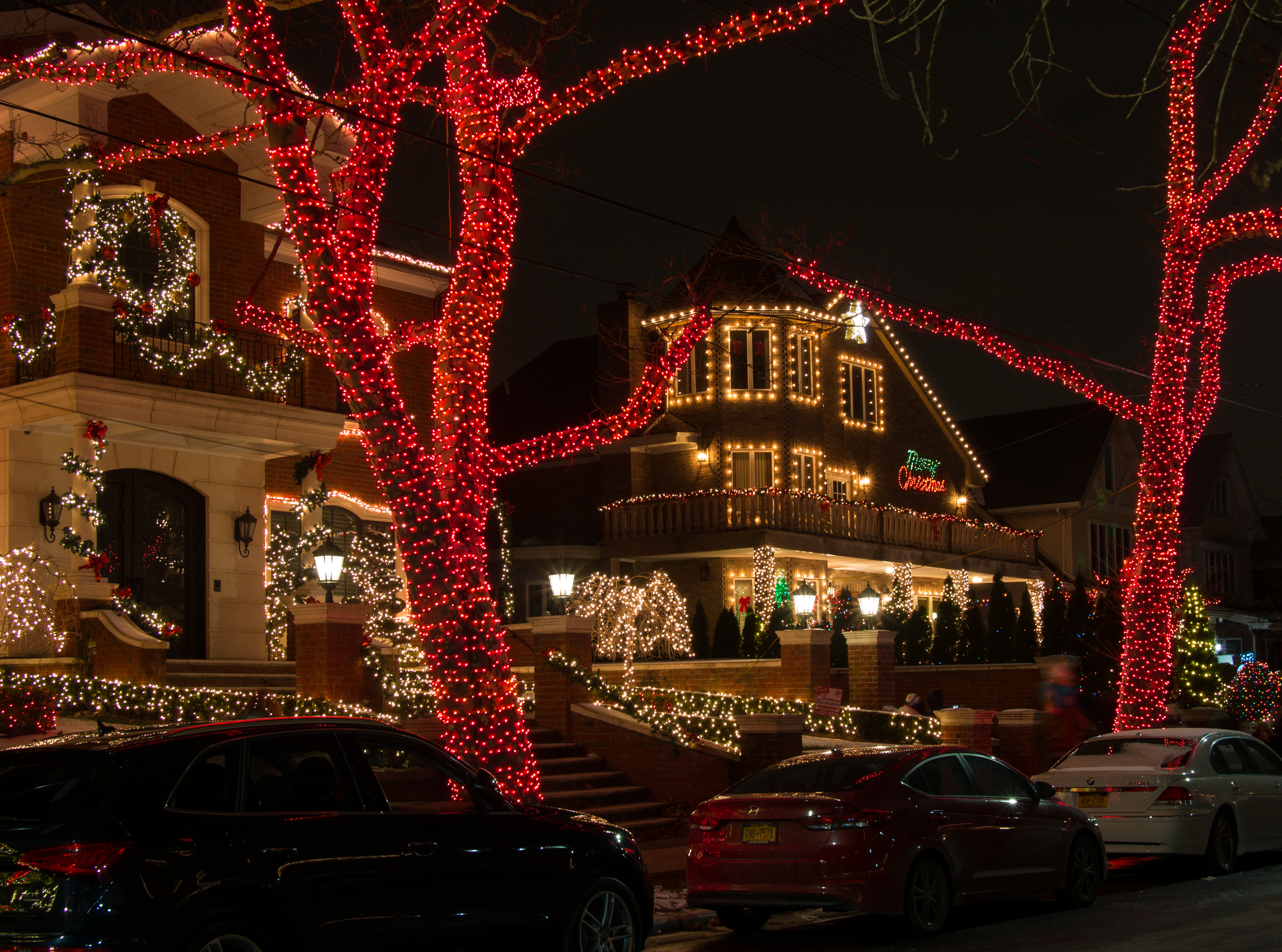
Weihnachtsdekorationen

Dyker Heights ist heute vor allem für seine Weihnachtsbeleuchtung und Dekorationen bekannt, die jedes Jahr von seinen Bewohnern errichtet werden. Diese ist heute von großer Bedeutung für die Identität von Dyker Heights, weil das ganze Viertel teilnimmt, nicht nur ein Haus oder ein Block. Viele Weihnachtsdekorationen werden nicht von Hausbesitzern selbst, sondern in deren Auftrag von lokalen Dekorationsfirmen errichtet. Die Kosten können hierbei je nach Größe der Ausstellung stark variieren und zwischen 1.000 und 20.000 US-Dollar oder mehr liegen. Die Weihnachtsbeleuchtung startet stets am letzten Donnerstag im November zum Thanksgiving (Erntedankfest) und bleibt bis zu den ersten Januartagen bestehen. Die meisten New Yorker und Touristen besuchen Mitte Dezember die Sehenswürdigkeit.

## Demographie

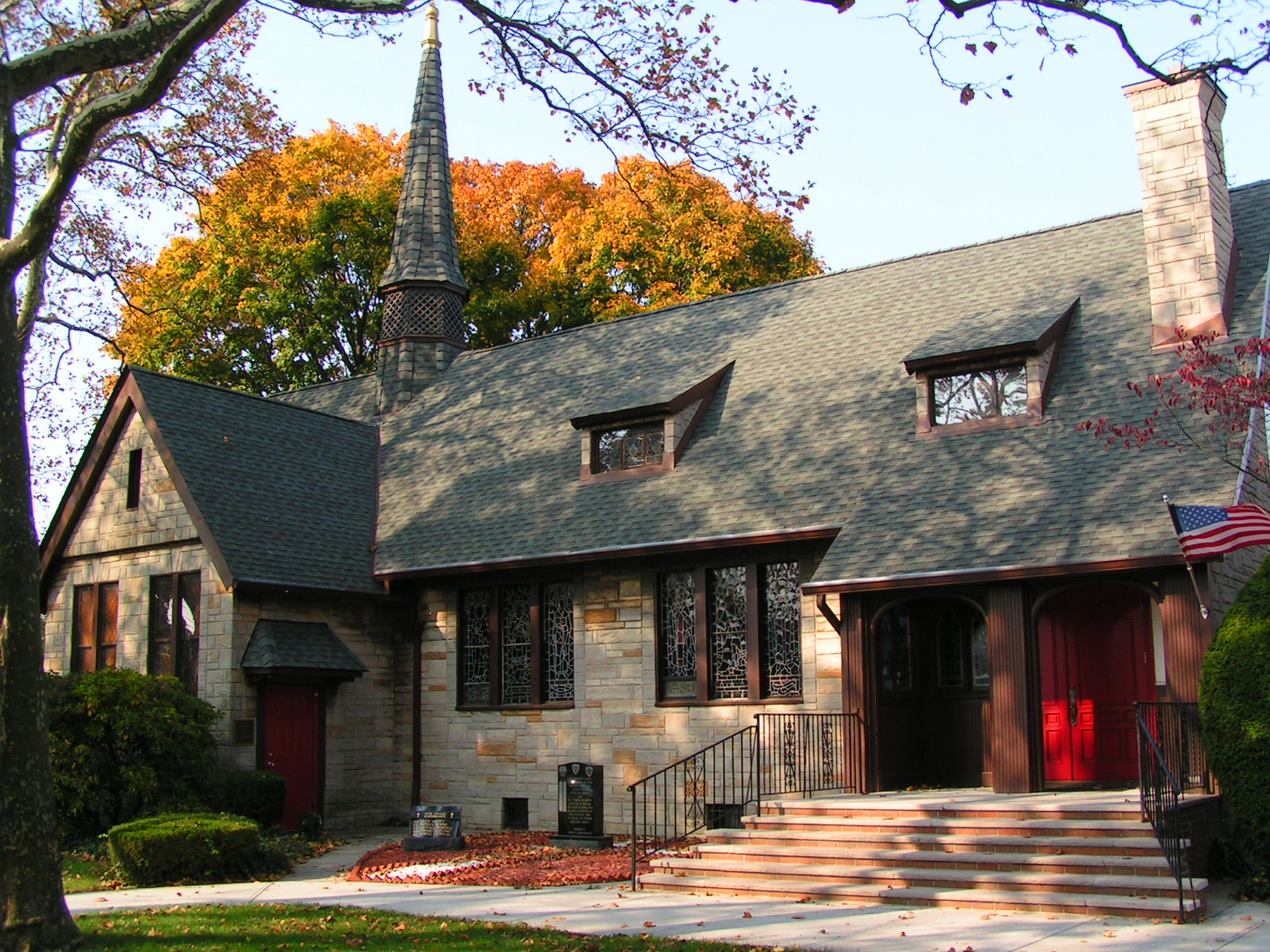
St. Philip’s Church

Im Jahr 2020 hatte das United States Census Bureau die statistischen Zählbezirke (Areas und Tracts) neu konfiguriert. Somit sind die vor 2020 erzielten Daten meist nicht mehr mit den ab 2020 erhobenen Daten vergleichbar, des Weiteren sind die Zählbezirke meist nicht deckungsgleich mit den Stadtteilgrenzen.
Dyker Heights ist überwiegend von Weißen und Menschen mit asiatischer Abstammung bewohnt. Diese haben zusammen einen Bevölkerungsanteil von fast 84 %. Laut Volkszählung von 2020 hatte das Viertel innerhalb der angegebenen Grenzen 39.977 Einwohner bei einer Einwohnerdichte von 12.300 pro km². Im Stadtteil lebten 15.744 (39,4 %) Weiße, 17.622 (44,1 %) Asiaten, 5.529 (13,8 %) Hispanics und Latinos, 263 (0,7 %) Afroamerikaner, 186 (0,5 %) aus anderen Ethnien und 633 (1,6 %) aus zwei oder mehr Ethnien. Bei der Neighborhood Tabulation Area (NTA) Dyker Heights BK 1002 des US-Census, die sich teilweise bis zur 62nd Street erstreckt, wurden 46.756 Bewohner erfasst.

## Verkehr
Dyker Heights hat keinen direkten Anschluss an die New Yorker U-Bahn. Unweit im Norden im Stadtteil Borough Park führt entlang der 62nd Street die BMT Sea Beach Line, die die Stationen 8th Avenue, Fort Hamilton Parkway und New Utrecht Avenue mit den Linien ,  und  anfährt. Die BMT West End Line bedient östlich im Stadtteil Bensonhurst mit der Linie  die nächstgelegene Station 62nd Street im Bereich der 14th Avenue/62nd Street. Einige Blocks entfernt im Westen verläuft im Stadtteil Bay Ridge die BMT Fourth Avenue Line mit der Linie .
Die New York City Transit Authority betreibt im Viertel mehrere Buslinien (B1, B4, B8, B16, B64, B70, X28, X38). Auf der Straße ist Dyker Heights über den Belt Parkway sowie die Interstate 278 (Verrazano-Narrows Bridge nach Staten Island, Gowanus Expressway und Brooklyn-Queens Expressway) erreichbar.